# Абдиров Нуркен Абдирович
Нуркен Абдиров (1919—1942) — радянський військовий льотчик-штурмовик, Герой Радянського Союзу (1943, посмертно).

## Життєпис
Народився у 1919 році в аулі № 5 (нині Каркаралінського району Карагандинської області Казахстану) у селянській родині. Казах. Освіта неповна середня. Працював у колгоспі.
У РСЧА з 1940 року. Закінчив Оренбурзьке військово-авіаційне училище.
Під час німецько-радянської війни — льотчик 808-го штурмового авіаційного полку (267-а штурмова авіаційна дивізія, 1-й змішаний авіаційний корпус, 17-а повітряна армія, Південно-Західний фронт). У 16 бойових вильотах сержант Абдиров підбив декілька танків, знищив більше 20 автомашин.
19 грудня 1942 року при штурмуванні позицій противника поблизу села Коньков (Боковський район Ростовської області) його літак був підбитий. Абдиров направив палаючий літак у колону ворожих танків. Похований у селі Коньков.

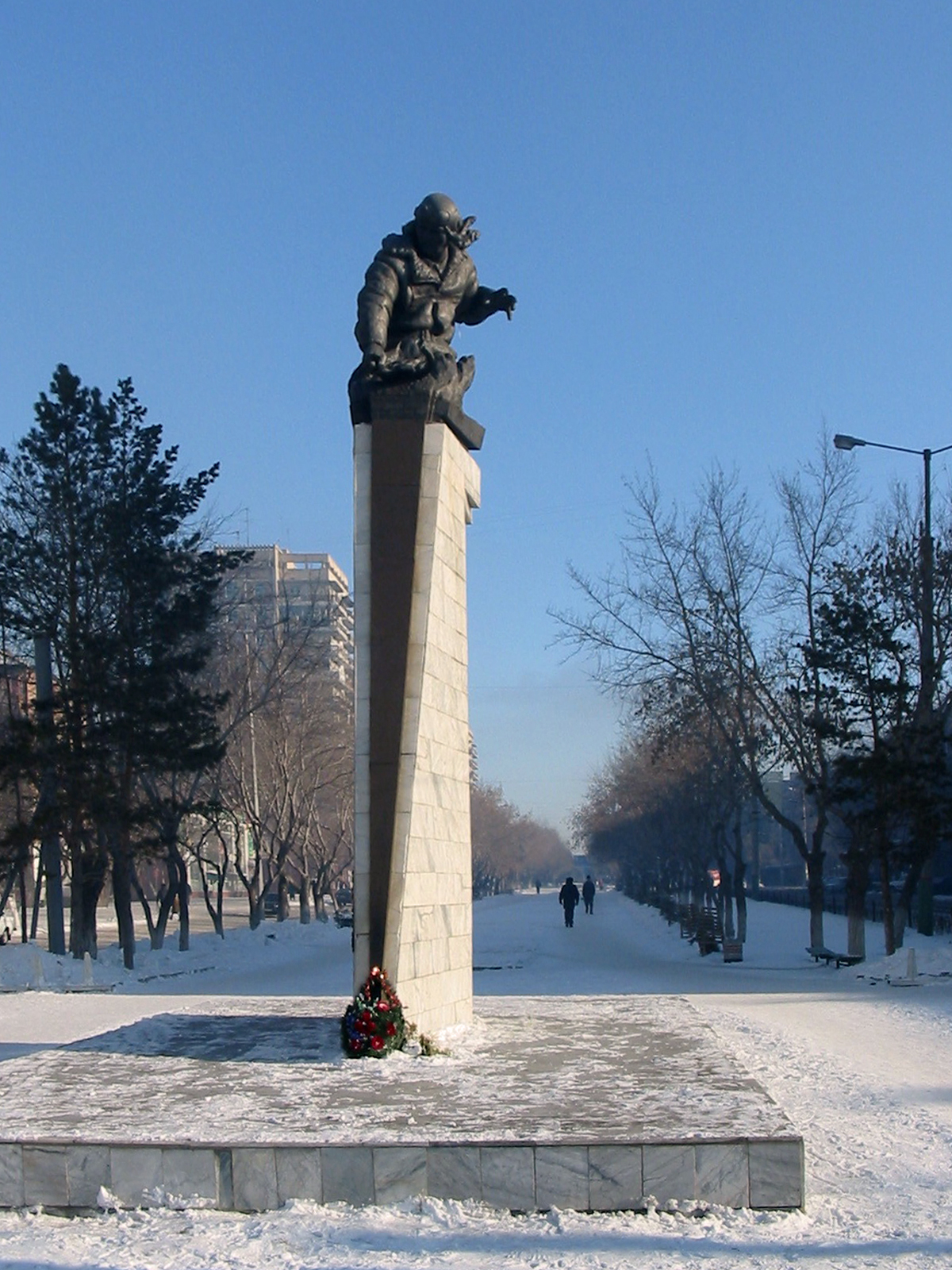
Пам'ятник Герою Радянського Союзу Нуркену Абдирову

## Звання та вшанування пам'яті
31 березня 1943 року Нуркену Абдирову посмертно присвоєно звання Героя Радянського Союзу.
У місті Караганда Н. Абдирову був встановлений бюст-пам'ятник. Також його ім'я носив радгосп на батьківщині та піонерський загін у Боківській школі. У роки війни на засоби жертводавців був побудований і брав участь у боях літак «Нуркен Абдиров».